# Cymbiola palawanica
Cymbiola palawanica is een slakkensoort uit de familie van de Volutidae. De wetenschappelijke naam van de soort is voor het eerst geldig gepubliceerd in 2000 door Douté & Bail.